# Црква Св. Илије у Јагличју
Црква Св. Илије у Јагличју налази се на територији општине Гаџин Хан. Саграђена је 1883. године и у приватној је својини.
На основу одлуке Владе Републике Србије 2005. године додаје се на списак Завода за заштиту споменика културе у Нишу и заведена је као непокретно културно добро: споменик културе.

## Архитектура
Црква је изграђена од бондрука као скромна једнобродна сеоска црква са отвореним егзонартексом са луковима и стубовима од дрвета на западној страни. Јужни и северни зид су касетно декорисани. На источној страни доминира полукружна олтарска апсида. У лунети изнад улаза на западној фасади је сликана представа патрона храма св. Илије, док је унутрашњост цркве осликана само на појединим местима.
Једноставна дрвена конструкција иконостаса је обојена и украшена сликаним медаљонима са попрсјима светитеља у биљном окружењу, а представе којима је осликанана ниска иконостасна преграда, рад су непознатог аутора и не поседују већу уметничку вредност. Скромну фасадну декорацију чине пиластри наслоњени на подужним зидовима. Црква је обновљена 2010. године.
Црква Св. Илије у Јагличју складношћу свог архитектонског склопа представља један од најлепших примера сакралних грађевина изведених од бондручног материјала у нашој земљи.